# Anacardier
Cet article concerne l'acajou à pommes. Pour les autres espèces d'acajous, voir acajou.
Anacardium occidentale · Pommier-cajou
Espèce
Classification phylogénétique

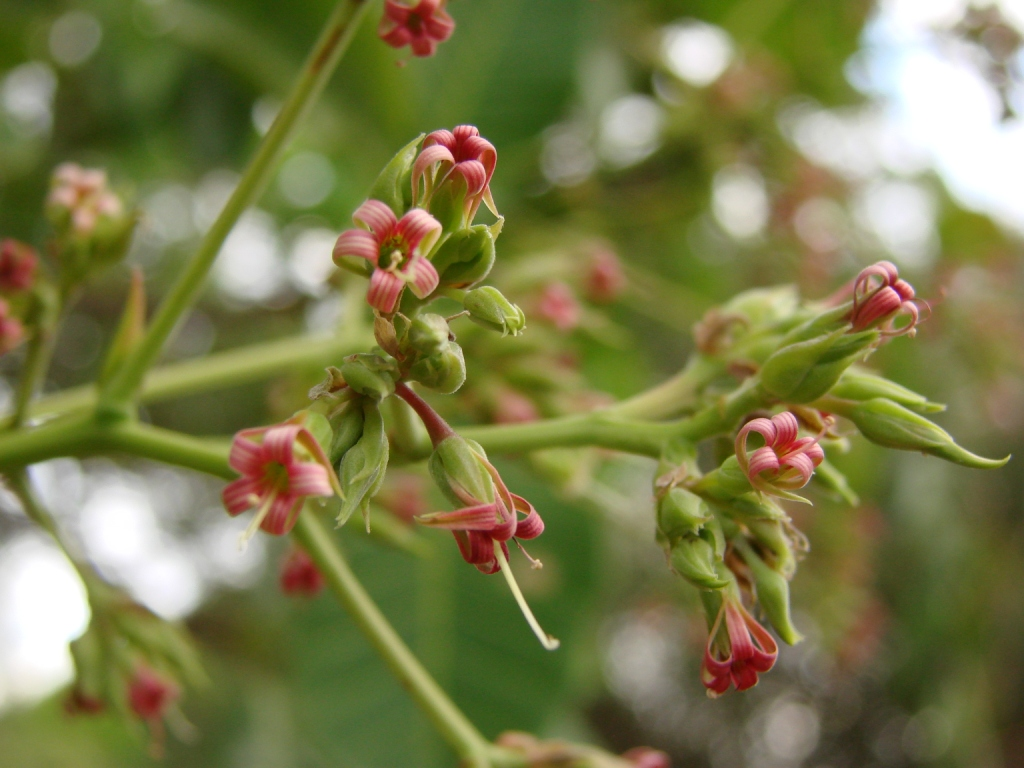
Fleurs d’anacardier.

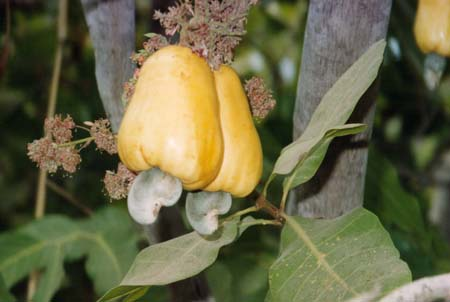
Pommes de cajou jaunes et noix de cajou gris-verdâtre.

L'anacardier (Anacardium occidentale) ou pommier-cajou, est une espèce de petits arbres de la famille des Anacardiaceae, originaire d'Amérique tropicale, et cultivé en zone tropicale pour sa production de noix de cajou (ou anacarde) et de pomme de cajou.
Aux Antilles françaises et à La Réunion, il est appelé pomme-cajou (en créole réunionnais : pom kajou) ou noix-cajou (nwa kajou). En Guyane, on le nomme cajou ou pomme-cajou.

## Histoire taxonomique et étymologie

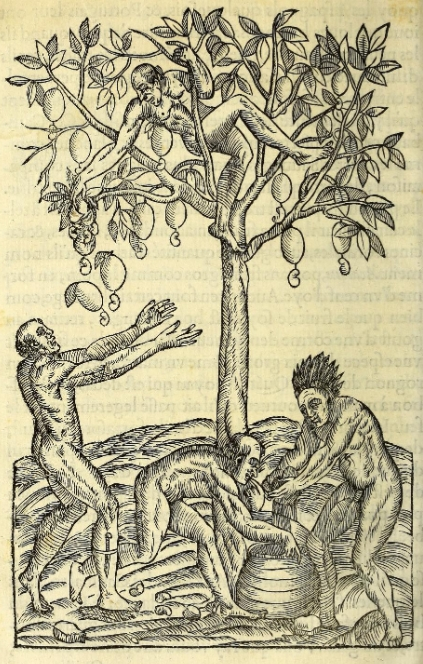
Première illustration de noix de cajou récoltées par les Tupinamba (André Thevet, 1558).

La première illustration et description publiée de l’espèce est l’œuvre de l’explorateur et écrivain français André Thevet qui se joignit comme aumônier à l’expédition du vice-amiral Villegagnon au Brésil. Dans Les Singularitez de la France antarctique (1557), il décrit le manioc, l’ananas, l’arachide, le pétun (tabac) et la noix de cajou qu’il nomme acaïou (d’après l’appellation des amérindiens Tupinamba). Le nom d’acajou, orthographié de manière variable, semble avoir suivi le pommier-acajou partout où il fut transplanté, en Inde, en Asie du Sud-Est (« East Indian Archipelago ») et en Chine.
Le naturaliste suisse Gaspard Bauhin considérait que cet arbre était du même genre que l’Anacardium d’Orient et par conséquent l’appela Anacardii alia species  [autre espèce]. Pour nommer l’espèce des Indes occidentales, Linné fit comme Bauhin, il nomma l’arbre Anacardium occidentale (dans Species plantarum) en 1753. Il le plaça dans la classe Decandria Monogynia (fleur à 10 étamines et 1 style). En 1759, Bernard de Jussieu crée l’ordre des Terebintaceae contenant le sous-ordre Cassuvium (Anacardium). En 1789, Antoine Laurent de Jussieu le neveu de Bernard de Jussieu, publie sa classification dans Genera plantarum où on trouve l’anacardier placé dans la classe XIV, l’ordre XII des Terebintaceae. Lamarck qui l’appelle Acajou à pomme (Cassuvium pomiferum, Lam.) le classera aussi dans la famille des Térébintacées Juss. qui deviendra plus tard la famille des Anacardiaceae (R. Brown) John Lindley.
Le nom de genre Anacardium vient du grec ancien ἀνά (aná, “sur”)  et de καρδία (kardía, “coeur”)  « au-dessus du cœur », car le pseudo-fruit peut être parfois rouge et en forme de cœur, comme l'illustration de Köhler en haut ci-contre le montre.
L’épithète spécifique occidentale est dérivé du latin occidentalis « qui est situé à l’occident ».
En français, le nom du fruit anacarde a été dérivé du latin médiéval anacardus. Quant à cajou, c’est un nom masculin dérivé d’une langue tupi cajú, désignant l’anacardier et son fruit.

## Description

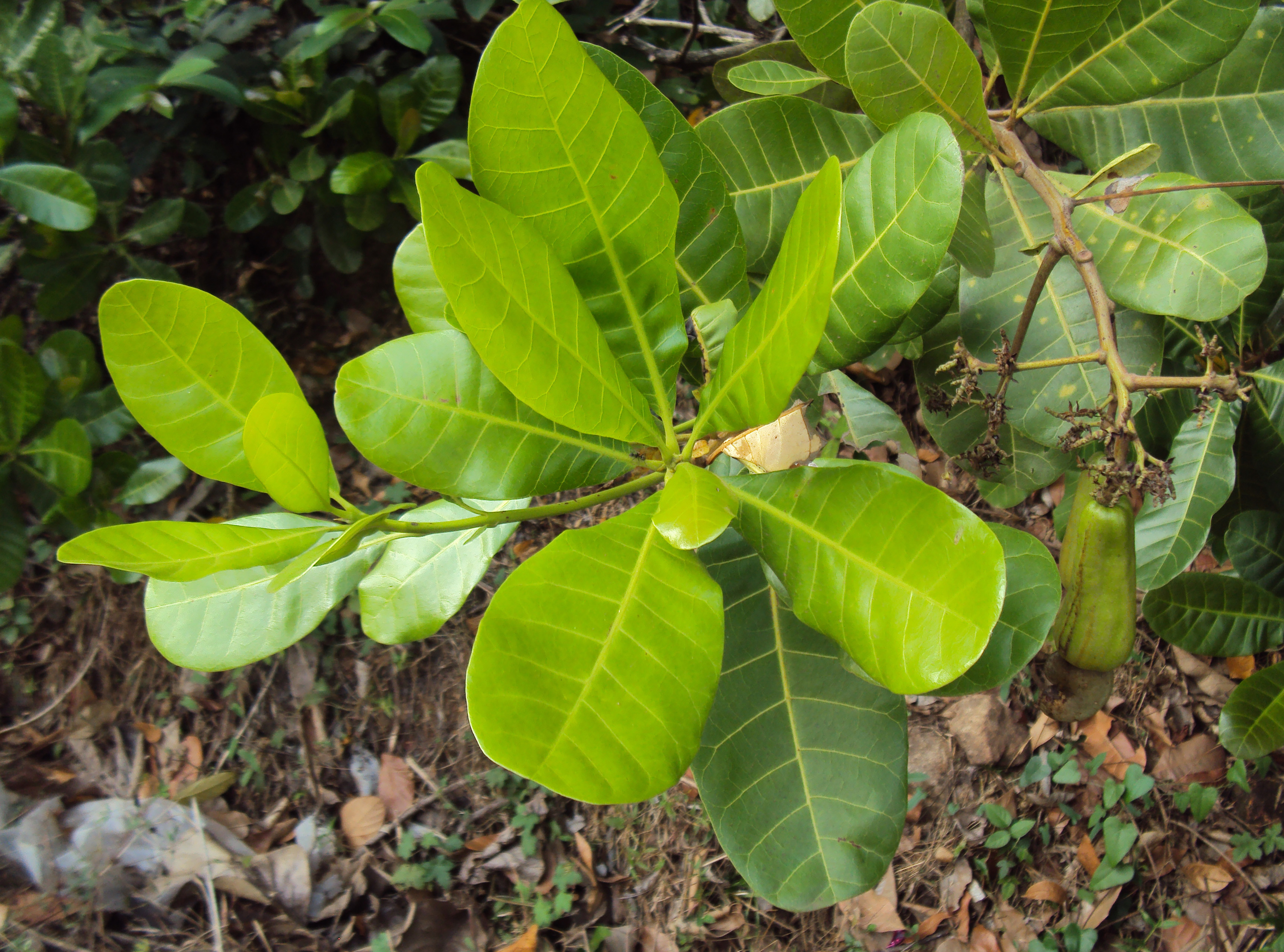
Feuilles d’Anacardium occidentale.

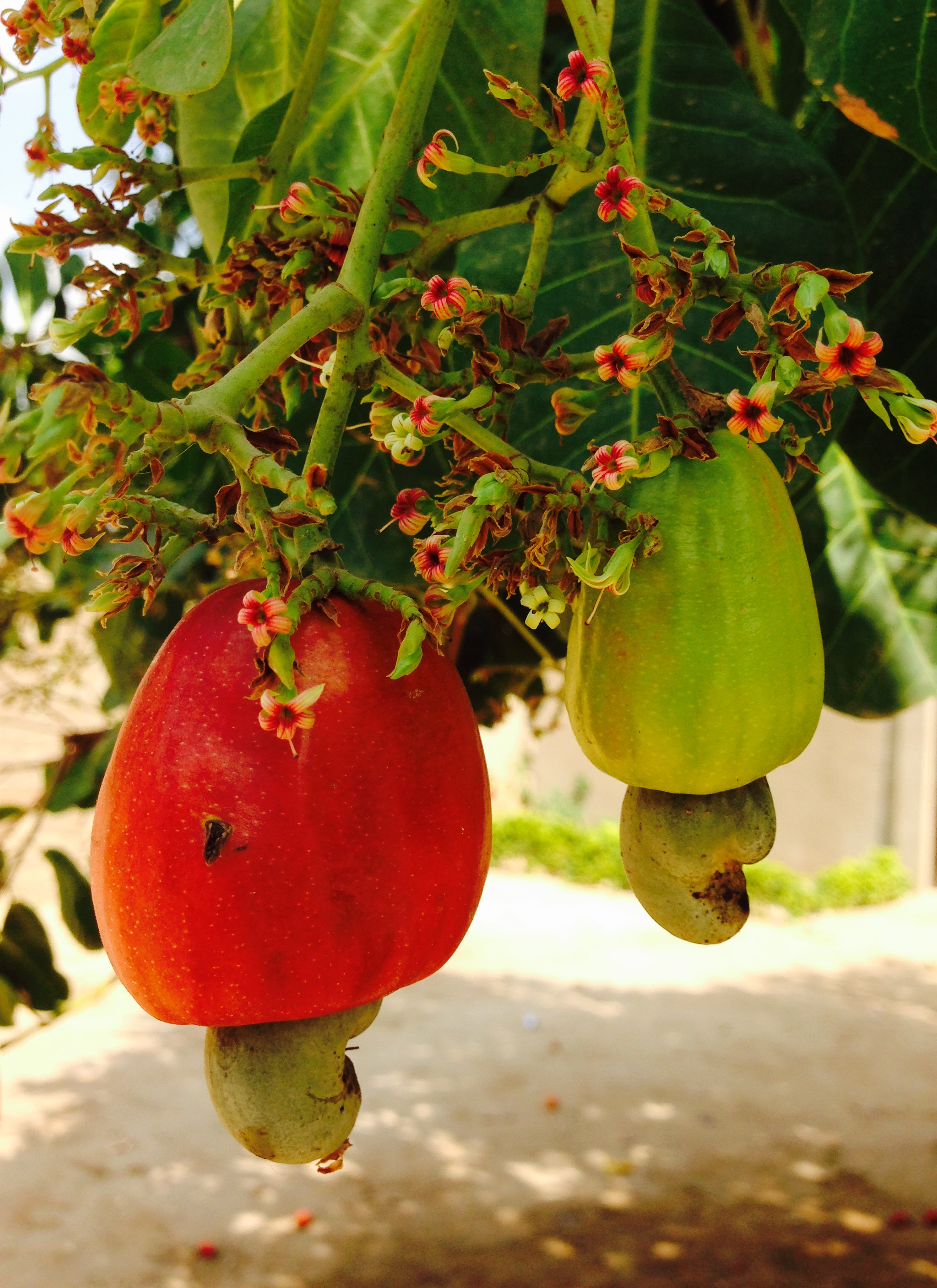
Inflorescence, pseudo-fruits rouge et jaune-verdâtre surmontant les fruits gris.

C'est un petit arbre à la cime évasée mesurant de 6 à 12 m de haut, parfois davantage (jusqu'à 15 m). La racine principale est pivotante et s'enfonce à grande profondeur ; les racines latérales, très développées, s'étendent souvent loin autour de l'arbre.
Les feuilles simples de couleur vert foncé sont persistantes, alternes, ovales-obovales et coriaces. Elles mesurent de 10 à 20 cm de long et peuvent atteindre 10 cm de largeur. Elles présentent une nervure centrale bien visible et de 6 à 10 paires de nervures latérales.
Les fleurs blanches teintées de rose apparaissent au cours de la saison sèche (à partir du mois de décembre, floraison assez persistante si la saison est peu ventée); elles sont pentamères, d’un centimètre de diamètre, composées d’un calice à 5 lobes et 5 pétales rosâtres, linéaires, recourbés, imbriqués, entourant 8-10 étamines, inégales, et un style. Elles sont très parfumées et attirent les abeilles qui peuvent fournir une bonne source de miel. Elles sont réunies en longues inflorescences paniculées terminales, portant des fleurs mâles (les plus nombreuses, étamines les plus longues, 8-9 mm), stériles et bisexuelles (étamines de 5-6 mm).
Après la fécondation des fleurs, le pédoncule et le réceptacle floral à la base du fruit, enflent en un faux-fruit pour atteindre de 2 à 20 cm de longueur, pour un diamètre de 1-8 cm. Gonflé, charnu et juteux, il est nommé « pomme de cajou », et ressemble à un poivron de couleur jaune, orange ou rouge. Ce n’est pas un fruit (au sens botanique) mais un pseudo-fruit qui peut se consommer tel quel, en confiture ou être mis à macérer dans le rhum.
Les fruits se forment à la fin de la saison sèche. C’est une drupe indéhiscente, réniformes, d’environ 3 cm de long, dotée d’une coque âcre et toxique qui abrite une amande blanche, comestible, la noix de cajou.

## Domestication et distribution

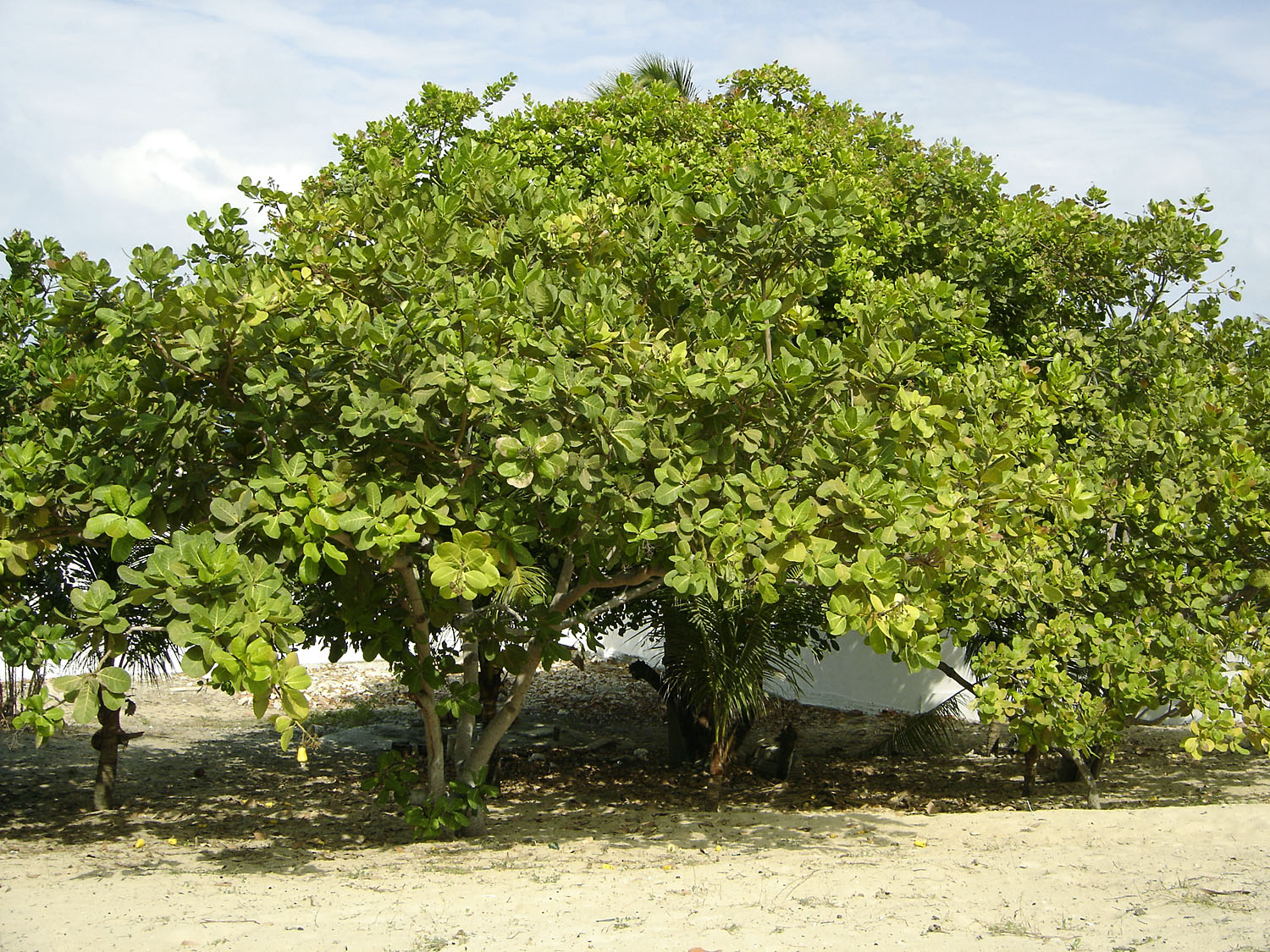
Anacardiers au Brésil

### Domestication
L’anacardier est originaire de l’Amérique tropicale, du Mexique et des Caraïbes jusqu’au Nord-Est du Brésil et au Pérou.
Les archéologues ont révélé l'existence de sociétés amazoniennes complexes qui étaient passées du stade de la cueillette à celui de l’agriculture, il y a 4 000 ans. Les techniques archéobotaniques comme les marqueurs moléculaires d’ADN ont permis de découvrir une nouvelle géographie de la domestication des plantes néotropicales.
L’anacardier fut donc domestiqué bien avant la conquête de l’Amérique par les Européens. L’état de Maranhão (au Nord-Est du Brésil), qui est un centre de diversification des Anacardium, est aussi considéré comme le lieu où la domestication s’est faite. Dans tous les pays de langue espagnole (sauf le Venezuela), l’anacardier est d’ailleurs nommé marañón version espagnole du portugais Maranhão.
De son origine du Nord-Est brésilien, la culture de l’anacardier se serait ensuite répandue d’une manière ou d’une autre en Amérique centrale vers 900 à 400 av. J.-C..

### Distribution
La première illustration et description publiée de l’espèce est l’œuvre de l’explorateur et écrivain André Thevet qui se joignit à une expédition au Brésil en 1555-1556. Il fut suivi par des explorateurs et chroniqueurs portugais et quelques botanistes, jusqu’à Linné en 1753.
Au XVIe siècle, l’anacardier fut transplanté par les Portugais au Mozambique et en Inde et de là il se répandit sur l’Asie du Sud-Est. Il s’est largement naturalisé dans les zones tropicales, en particulier dans les régions côtières.
Aujourd'hui largement cultivé dans l’aire tropicale, on le trouve en Afrique, aux Antilles, dans le Nordeste brésilien, en Asie du Sud-Est, en Chine et en Inde. La noix de cajou est la principale exportation de Guinée-Bissau, même si le premier producteur africain et premier exportateur mondial est la Côte d'Ivoire.

### Habitat
Cette espèce peut pousser très vite, et peut supporter une pluviométrie allant de 700 à 4 200 mm de pluie par an. Il a la particularité de s’adapter facilement aux sols peu fertiles, aux températures élevées et au stress hydrique, ce qui en fait un arbre idéal pour les zones semi arides. Pour produire des fruits de façon satisfaisante, il exige une saison des pluies s'étendant de quatre à six mois et une saison sèche durant la floraison et la maturation des fruits. Il préfère les sols friables (sable, gravier, voire éboulis) et ne supporte pas les sols durcis.

## Rôle écologique
Sa couronne à feuillage dense fournit un bon ombrage au cours de la saison sèche et la grande étendue de ses racines secondaires permet de réduire l'érosion des sols. Ses rameaux et ses feuilles sont une source de nourriture pour les herbivores.

## L'anacardier et l'être humain

### Culture

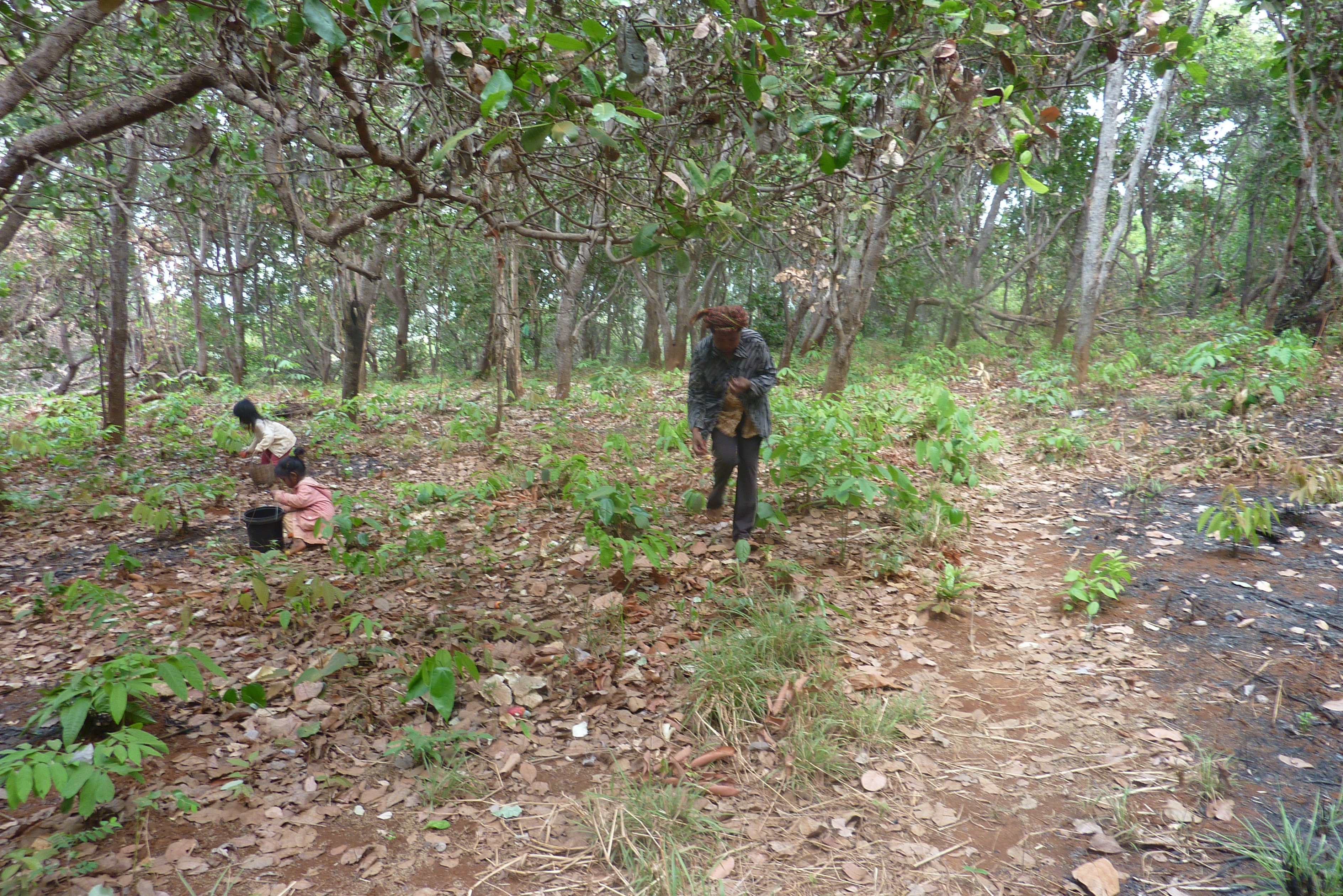
Récolte des pommes et noix de cajou dans un verger d’anacardiers au Cambodge.

L'anacardier se propage souvent par semis mais les plants greffés, bouturés ou marcottés offrent un meilleur rendement. Les semis donnent des résultats assez variables à pommes rouges ou jaunes. On trouve des cultivars différents dans chaque zone de culture.
Le délicat système racinaire de l'anacardier supporte mal les transplantations.
Pour bien se développer et bien fructifier, l'anacardier a besoin d'être planté en plein soleil. On recommande de planter les arbres sur un maillage de 10 × 10 m.
Un semis ou un jeune plant greffé peut fructifier dès sa troisième année mais la pleine production commence vers sept à huit ans.
La récolte des noix est manuelle et fastidieuse. Elle nécessite des gants en raison de la présence de résine allergisante (acide anacardique, cardanols et cardols) sur les fruits. Une fois les noix récoltées, elles doivent subir de plusieurs étapes de transformation et en particulier traitement par la chaleur, avant d'être prêtes à consommer (voir Traitement artisanal par grillage sur plaque et bain de vapeur).
Dans certaines régions, les plantations subissent des vols de fruits plus ou moins murs pour la revente sur le marché local. Pour éviter cela, certains producteurs développent l'apiculture dans leur verger. Les abeilles effraient les voleurs, augmentent les rendements grâce à une meilleure pollinisation des fleurs et produisent un revenu complémentaire grâce à la vente du miel produit.

### Usages alimentaires

#### Noix de cajou

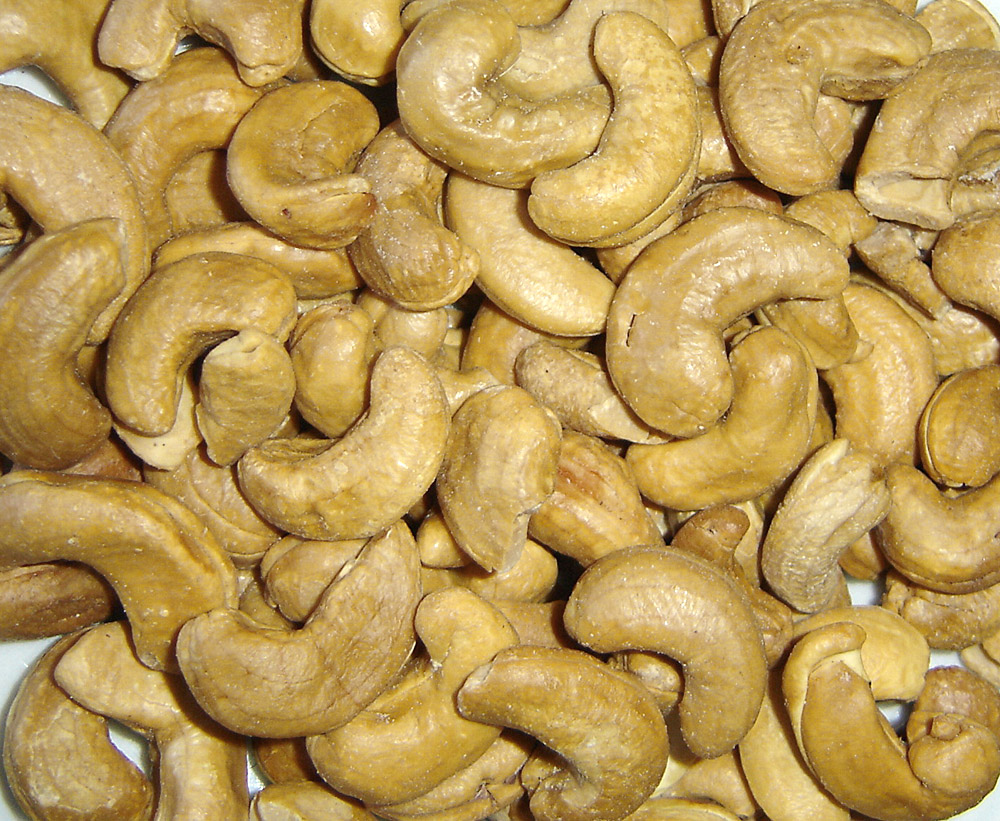
Noix de cajou.

La noix de cajou du commerce est une graine oléagineuse, au goût fin, qui est utilisée en accompagnement des apéritifs en Europe. Elle entre aussi dans la composition de plats cuisinés (rôti végétarien, poulet aux noix de cajou, etc.) ou pour agrémenter les salades. Réduite en purée, elle permet de fabriquer une pâte à tartiner, le beurre de noix de cajou.
Principaux pays producteurs de noix de cajou en 2018
| 1                | Viêt Nam      | 2 663 885 |
| 2                | Inde          | 785 925   |
| 3                | Côte d'Ivoire | 688 000   |
| 4                | Philippines   | 228 612   |
| 5                | Bénin         | 215 232   |
| 6                | Tanzanie      | 171 455   |
| 7                | Mali          | 167 621   |
| 8                | Guinée-Bissau | 150 934   |
| 9                | Brésil        | 141 418   |
| 10               | Indonésie     | 136 402   |
| Source : FAOSTAT |               |           |

#### Pomme de cajou
Le pédoncule gonflé, ou faux-fruit nommé pomme de cajou, jadis trop fragile pour être transporté, peut être mangé frais, séché, cuit en confiture ou sirop, voire utilisé pour parfumer des boissons alcoolisées. Au Brésil, il est maintenant conditionné dans des emballages sous plastique dans une atmosphère passive, permettant le transport sur de longues distances.
Une fois la pomme-cajou séparée de la noix, elle commence à fermenter après 6 heures. Il importe donc de l’utiliser rapidement pour faire du jus, sinon on la laisse fermenter pour produire une boisson alcoolisée.
En 2007, il y avait au Brésil une douzaine d’usines d’extraction du jus de pommes de cajou. Par pressage des pommes, on sépare le jus des fibres qui peuvent être utilisées dans l’alimentation animale. Avant d’être mis en bouteille ou en boîte de carton, le jus est homogénéisé et pasteurisé.
Depuis 2015, on trouve aussi en Inde du jus de pomme-cajou pour remplacer des jus plus chers de pommes ou d'ananas. En 2016 au Bénin, a été lancé un jus de fruit acidulé appelé Sweet Benin, obtenu par pressage des pommes-cajou qui étaient auparavant jetées.
Le jus de pomme-cajou est une bonne source de magnésium et de vitamine C.
Aux Antilles françaises, la pomme de cajou est consommée fraîche, en confiture ou est mise à macérer dans du rhum.

#### Boisson alcoolisée
Le Feni est un alcool fort (de 40 à 45°) qui est produit uniquement à Goa en Inde à partir des pommes-cajou ou de sève du palmier rônier (Borassus flabellifer).
L’alcool produit à partir des pommes-cajou est nommé kaju feni काजू फेनी en hindi à Goa.
Après avoir séparé les pommes-cajou bien mûres de la noix de cajou, jadis on les foulait aux pieds dans un bassin, maintenant on les presse mécaniquement, pour en extraire le jus. Le moût (jus) obtenu est laissé à fermenter dans de grands récipients pendant quatre à cinq jours pour produire de l’alcool qui sera concentré par une double-distillation.

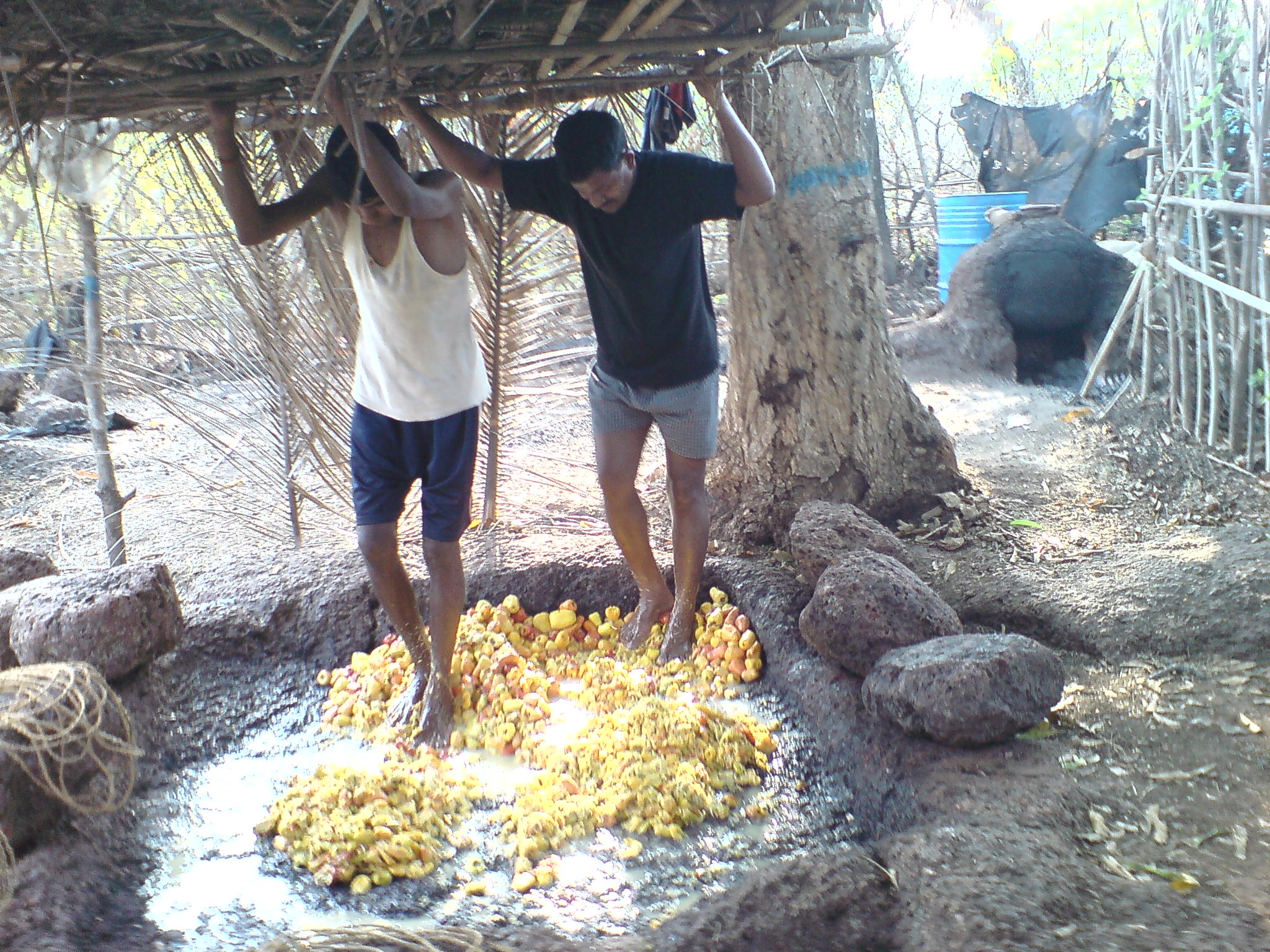
Foulage aux pieds des pommes-cajou pour obtenir du moût (Inde).
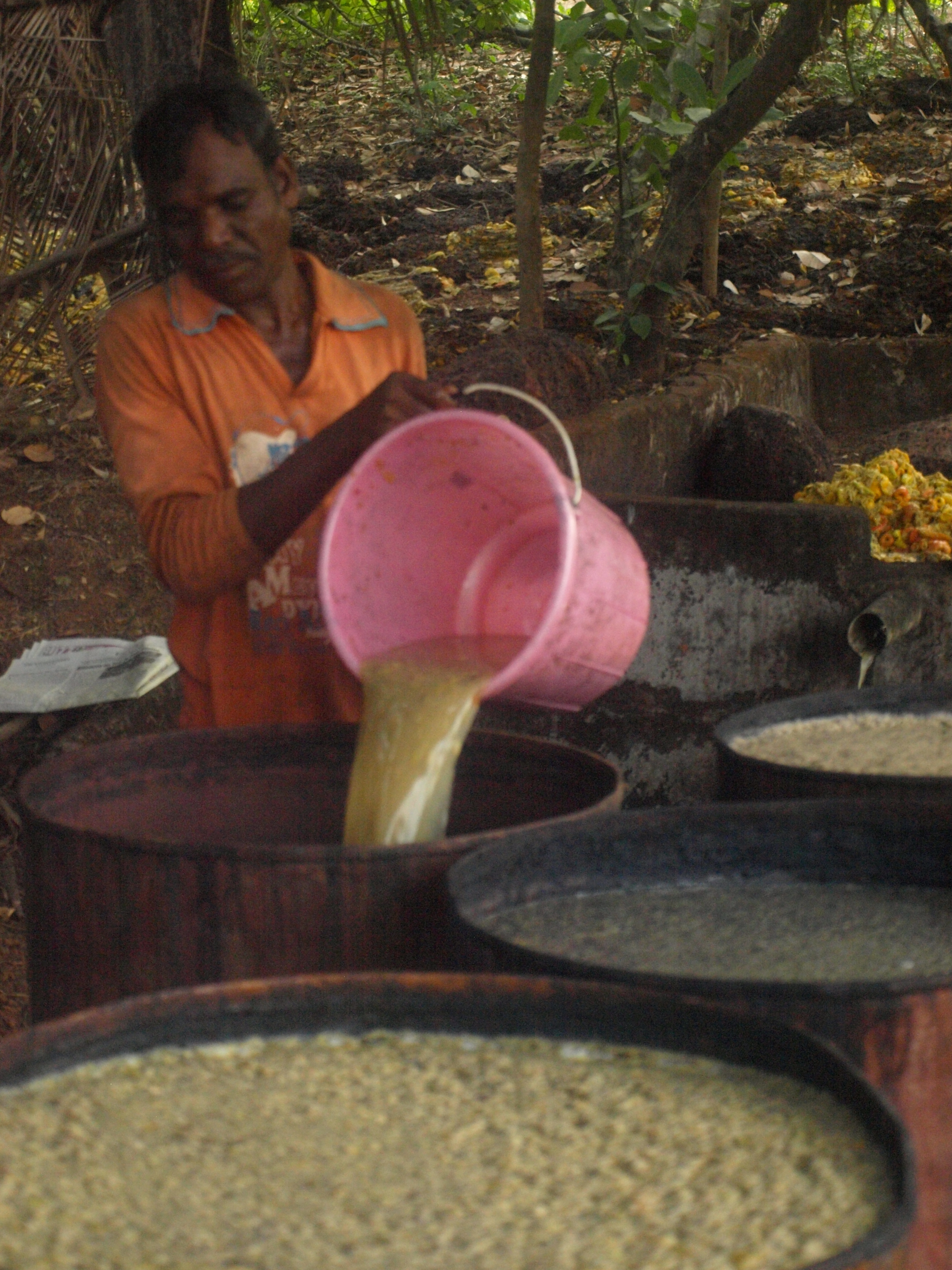
Cuves de fermentation du moût (Goa, Inde).
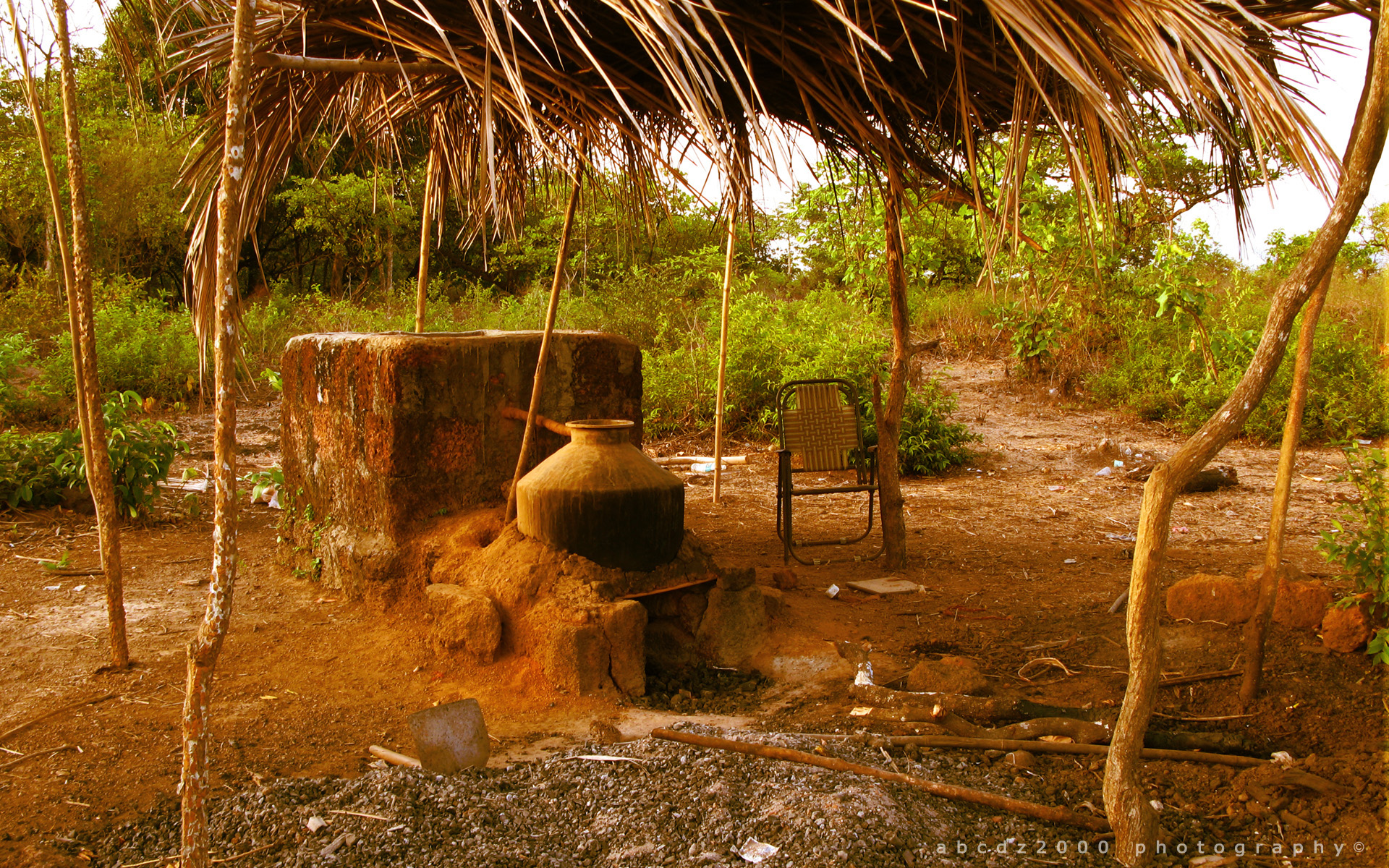
Fourneau et cuve de refroidissement d'un alambic pour la distillation du moût (Inde).
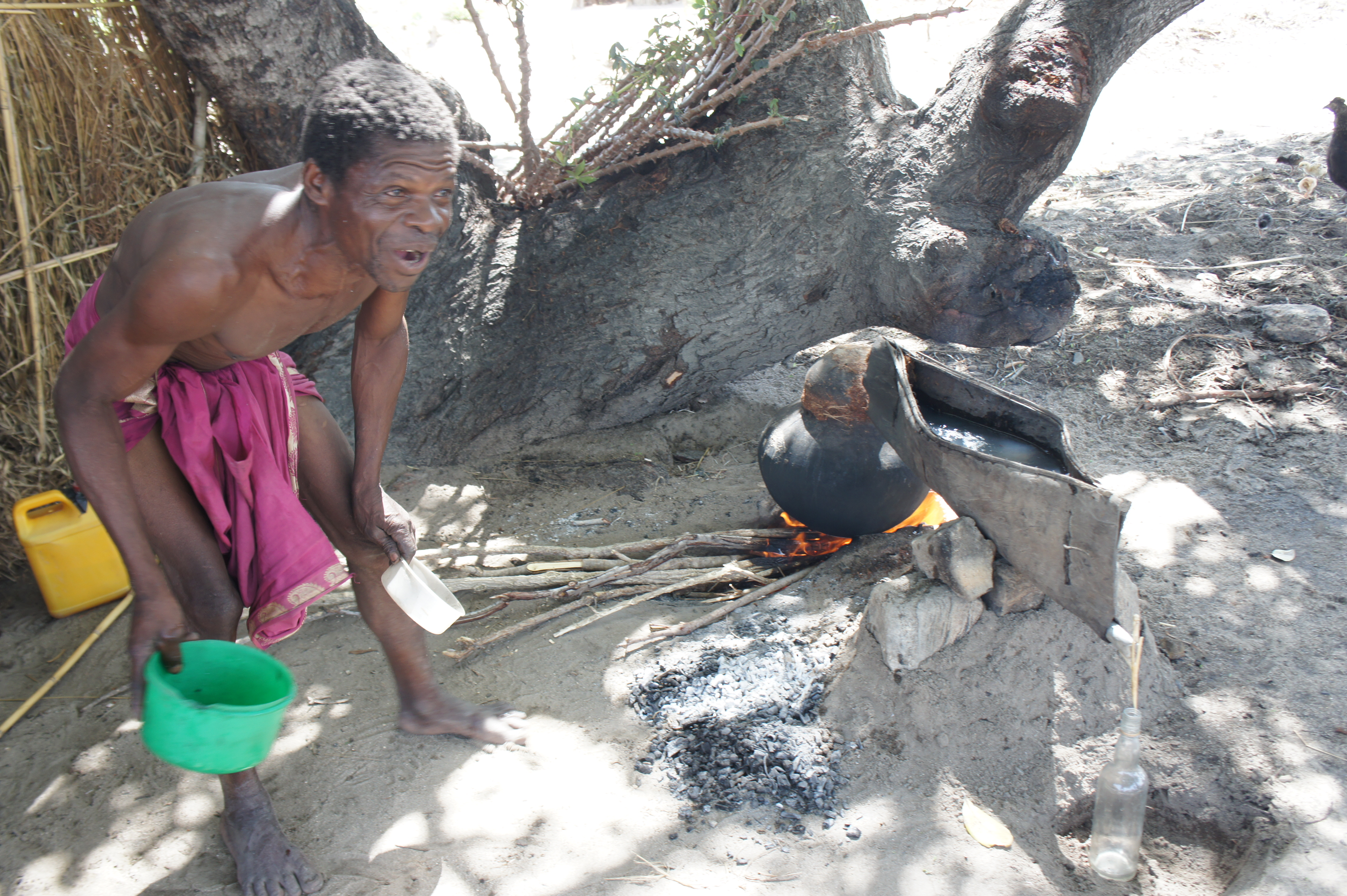
Distillation des pommes-cajou fermentées (Mozambique).

#### Feuilles

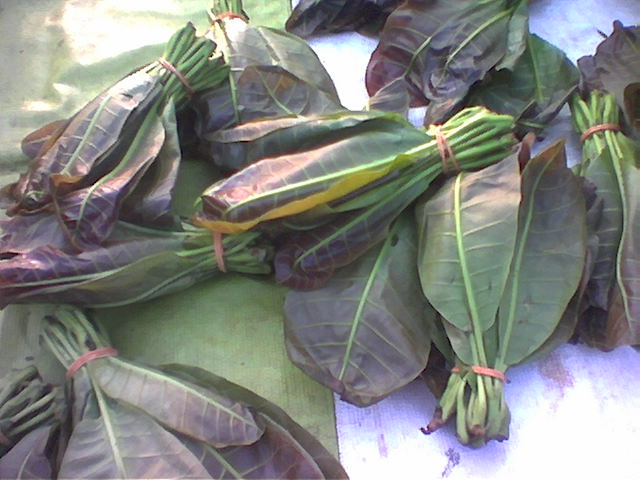
Jeunes feuilles d’anacardier pouvant être consommées cuites.

Les jeunes rameaux et feuilles peuvent être consommés comme légume.

### Usages domestiques et industriels
L'anacardier est une source de bois de chauffe, de charbon de bois, mais aussi de bois de menuiserie. L'écorce est utilisée comme source de tannins ou de teinture jaune. L'huile extraite de la coque toxique du fruit peut servir à produire des vernis, des insecticides ou une encre indélébile. Cette huile, toxique et irritante pour la peau, doit être manipulée avec précaution. Les rameaux et les feuilles de l'arbre peuvent être mangées par le bétail.

### Usages dans la pharmacopée moderne ou traditionnelle
Dans les Caraïbes, les propriétés médicinales de l’anacardier étaient utilisées par les Amérindiens. Au XVIe siècle, la pomme-cajou et son jus étaient un antigrippal réputé alors que l’huile caustique des noix traitaient les dartres, les verrues et les cors. Les colons appréciaient le jus de pomme-cajou, boisson astringente toujours en vente en Amérique du Sud. L’infusion de l’écorce et de bourgeon passait pour rafraîchissante et émolliente.
De nos jours, le décoction de l’écorce est un traitement d’appoint du diabète, un antidiarrhéique et antihypertenseur dans les Caraïbes. La décoction de l’écorce est antidiarrhéique et antivomitive en Guyane. Les vertus anti-inflammatoires, antiseptiques et antidiarrhéiques du jus de pomme-cajou sont réputés au Guatemala et au Nicaragua.
Les usages externes du pommier-cajou sont nombreux : en Martinique, la poudre des fruits rôtis est appliquées sur les pieds d’athlètes. La résine caustique est appliquée sur les verrues et les cors en Guyane et à Porto Rico.
La pomme de cajou est utilisée en Afrique pour repousser les moustiques sous forme de pomme coupée dans la pièce ou dans la mare contre les larves de moustique. Elle est aussi utilisée en monodiète contre les maladies les plus graves comme la lèpre.
À Madagascar, les feuilles d'anacardier (mahabibo) sont utilisées sous la forme de bains de vapeur localisés pour le traitement des crises hémorroïdaires.